# Liste der Universitäten in Oklahoma
Liste von Universitäten und Colleges im US-Bundesstaat Oklahoma:

## Staatliche Hochschulen
- Cameron University
- East Central University
- Langston University
- Northeastern State University
- Northwestern Oklahoma State University
- Oklahoma Panhandle State University
- Oklahoma State University System
  - Oklahoma State University – Oklahoma City
  - Oklahoma State University – Okmulgee
  - Oklahoma State University – Stillwater
  - Oklahoma State University – Tulsa
  - Oklahoma State University – Center for Health Sciences
- Rogers State University
- Southeastern Oklahoma State University
- Southwestern Oklahoma State University
- University of Central Oklahoma
- University of Oklahoma
- University of Science & Arts of Oklahoma

## Private Hochschulen
- Bacone College
- Family of Faith College
- Hillsdale Free Will Baptist College
- Mid-America Christian University
- Oklahoma Baptist University
- Oklahoma Christian University
- Oklahoma City University
- Oklahoma Wesleyan University
- Oral Roberts University
- Saint Gregory’s University
- Southern Nazarene University
- Southwestern Christian University
- University of Tulsa